# Pyxicephalidae
Los pixicefálidos (Pyxicephalidae) son una familia de anfibios anuros compuesta por 12 géneros con distribución en el África subsahariana.

## Taxonomía
Según ASW:
- Familia Pyxicephalidae
  - Subfamilia Cacosterninae (72 sp.)
    - Amietia Dubois, 1987 (16 sp.)
    - Anhydrophryne Hewitt, 1919 (3 sp.)
    - Arthroleptella Hewitt, 1926 (7 sp.)
    - Cacosternum Boulenger, 1887 (15 sp.)
    - Microbatrachella Hewitt, 1926 (1 sp.)
    - Natalobatrachus Hewitt & Methuen, 1912 (1 sp.)
    - Nothophryne Poynton, 1963 (1 sp.)
    - Poyntonia Channing & Boycott, 1989 (1 sp.)
    - Strongylopus Tschudi, 1838 (11 sp.)
    - Tomopterna Duméril & Bibron, 1841 (15 sp.)

  - Subfamilia Pyxicephalinae (6 sp.)
    - Aubria Boulenger, 1917 (2 sp.)
    - Pyxicephalus Tschudi, 1838 (4 sp.) (tipo)